# Castielfabib
Castielfabib, en castillan et officiellement (Castellfabib en valencien), est une commune d'Espagne de la province de Valence dans la Communauté valencienne. Elle est située dans la comarque du Rincón de Ademuz et dans la zone à prédominance linguistique castillane.

## Géographie

Localisation de Castielfabib
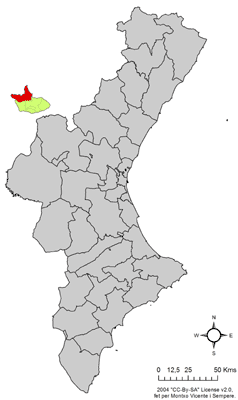
dans la Communauté valencienne.
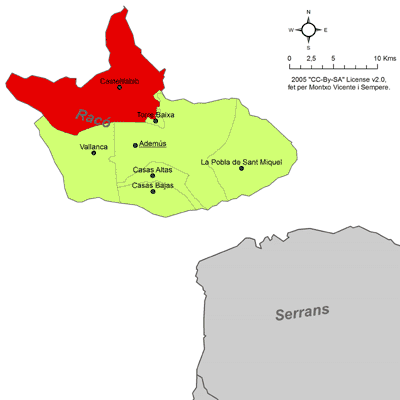
dans la comarque du Rincón de Ademuz.

Castielfabib est située à l'extrême nord-ouest de la province de Valence, et aussi au nord-ouest de la comarque de le Rincón de Ademuz, entourée complètement par les communautés autonomes de Castilla-La Mancha et Aragon. Le territoire de Castielfabib, plein de montagnes, est divisé par le fleuve Ebrón. Les principaux produits agricoles sont l'amande et la pomme, très appréciées aux marchés.
La plupart de la surface de Castielfabib est pleine de montagnes, où on peut faire de belles promenades. Il y a de beaux paysages, des bois de pins, savines et plusieurs arbres. Il y a aussi les gorges du fleuve Ebrón, et les maraichages où on cultive des pommiers, des amandiers et des légumes.

### Localités limitrophes
Le territoire municipal de est voisin de celui des communes suivantes : Ademuz, Torrebaja et Vallanca, toutes situées dans la province de Valence.
Aussi, par l'ouest avec Salvacañete dans la province de Cuenca, Castilla-La Mancha; et par le nord et le nord-est, avec Tormón, Veguillas de la Sierra, El Cuervo, Tramacastiel et Libros, dans la province de Teruel, Aragon.

### Pedanias (villages)
Dans la commune  de Castielfabib Castielfabib il y a aussi les pedanias (village) suivantes :
- Arroyo Cerezo.
- Cuesta del Rato.
- Mas de Jacinto.
- Mas de los Mudos.
- Los Santos.

## Histoire
Castielfabib est, avec Ademuz, une des deux villes historiques de la comarque de le Rincón de Ademuz, de la conquête chrétienne par les Aragonais, dans le XIIIe siècle, deux ont été incorporés dans domaine réel et des biens de la Couronne et était représenté au parlement.
Leurs origines, cependant, sont beaucoup plus anciennes. Dans la Solana de Soreico, il y a des restes de l'âge du bronze, peut-être dans un village de cette culture, à laquelle il se leva, et dans l'âge du fer, un autre établissement ibérique. 
Restes romains apparaissent dans le château de Fabro, à l'ouest de la ville. Dans le Castillejo, dans le village de Los Santos, a été retrouvé en 1971 un fragment de pierre tombale romaine, actuellement conservée au Musée de la préhistoire de Valence.
La population a été capturée en 1210 par Pierre II d'Aragon, a été récupéré par les musulmans à nouveau. Il a été capturé finalement par Jacques Ier d'Aragon[Quoi ?]. Comme Castielfabib est une ville royale, il a envoyé un syndic au Parlement de Valence.
Le Rincón est restée pratiquement inchangée depuis l'époque médiévale.
Au cours de la guerre d'indépendance espagnole elle a été occupée par les Français. Le carliste est entré en 1835 et reconstruit le château, en cours de démolition, et elle est reconquise par les forces gouvernementales.

### Les Hospitaliers et l'ordre de Montessa
Pierre II d'Aragon l'avait donné aux Hospitaliers de la châtellenie d'Amposta qui y établirent une commanderie. À la suite de la dévolution des biens de l'ordre du Temple, les Hospitaliers cédèrent ce lieu à l'ordre de Montesa nouvellement créé en échange d'autres biens en Aragon.

## Démographie
| 1842  | 1857  | 1877  | 1887  | 1900  | 1910  | 1920  | 1930  | 1940  |
| ----- | ----- | ----- | ----- | ----- | ----- | ----- | ----- | ----- |
| 1 336 | 1 738 | 2 167 | 2 148 | 2 427 | 2 641 | 2 393 | 2 200 | 2 194 |

| 1950  | 1960  | 1970  | 1981 | 1991 | 2001 | 2005 | 2006 | 2007 |
| ----- | ----- | ----- | ---- | ---- | ---- | ---- | ---- | ---- |
| 1 905 | 1 444 | 1 126 | 798  | 645  | 511  | 276  | 256  | 244  |

Traditionnellement les habitants de Castielfabib ont émigré vers les grandes villes comme Valence ou Barcelone. Après la dernière guerre civile (1936-39) l'émigration des exilées républicains s'est dirigée vers la France. Ceci a eu continuation avec l'émigration temporaire des années 1950-80, que s'est dirigée vers les vendanges françaises du Roussillon, Pyrénées-Orientales et Aude.
Par contre, les dernières années Ademuz reçoit de la population étrangère, en provenance de la Roumanie et des pays du Maghreb. Cela a fait augmenter légèrement la population locale.

## Administration
Liste des maires, depuis les premières élections démocratiques.
| Législature | Nom du Maire                               | Parti politique |
| ----------- | ------------------------------------------ | --------------- |
| 1979-1983   | Emilio Martínez Báguena                    | UCD             |
| 1983-1987   | Diego Bautista Moya Carmen Vilajeliu Serra | PSOE            |
| 1987-1991   | Ángel Jarque Castro                        | AIC             |
| 1991-1995   | Emilio Martínez Báguena                    | PP              |
| 1995-1999   | Vicente Esteban Bueno                      | PP              |
| 1999-2003   | Vicente Esteban Bueno                      | PP              |
| 2003-2007   | Vicente Esteban Bueno                      | PP              |
| 2007-2011   | María Luisa Martínez Calvo                 | PP              |
| 2011-2015   | Eduardo Aguilar Villalba                   | PP              |
| 2015-       | Eduardo Aguilar Villalba                   | PP              |

## Économie
Traditionnellement basée sur l'agriculture et l'élevage. Dans les rivières des fleuves il y a terrains d'irrigation qui produisent des pommes, des poires, des gousses et des céréales. Dans la zone est aussi cultivé de la vigne. L'élevage du mouton est le plus important ; suivi par le porc et la chèvre. Il existe aussi un grand nombre de ruches.
Actuellement, il y a un auberge de jeunesse qui se trouve dans l'entrée a la ville par la route N-420, il y a aussi l'Office de Tourisme de Rincón de Ademuz située dans le parage de Los Centenares de Castielfabib, à côte du complexe de tourisme rural.

## Patrimoine

### Architecture religieuse
- Église-forteresse de Nôtre Dame de los Ángeles. Gothique du XIIIe siècle.
- Église de Nôtre Dame de Gracia. Gothique du XIVe siècle.
- Couvent de Saint Guillaume. Barroque du XVIIe siècle
- Ermitage de Saint Marc. Dans le village de Los Santos.
- Ermitage de Saint Sébastien. Dans le village de Mas de Jacinto.
- Ermitage de Saint Diego. Dans le village de Cuesta del Rato.
- Ermitage de Saint Joachim et Sainte Barbe. Dans le village de Arroyo Cerezo.

### Architecture civile
- Château, d'origine romaine, très important au Moyen Âge.
- Casa de la Ville, mairie du XVe siècle.
- Prison municipale, ancienne prison municipale.
- Moulin de la Ville.
- Casa Abadia, Ancien presbytère.
- Hôpital des pauvres, ancien hôpital, disparu, il datait du XVe siècle.